# Daniel Borges
Daniel Fortunato Borges (São José dos Campos, Brasil; 23 de marzo de 1993) es un futbolista brasileño. Juega de lateral derecho y su equipo actual es el Mirassol Futebol Clube del Campeonato Brasileño de Serie A.

## Trayectoria
Nacido en São José dos Campos, Daniel Borges comenzó su carrera en el  Botafogo-SP, debutando el 27 de marzo de 2011 ante el Linense por el Campeonato Paulista.
En julio de 2013, el lateral fue cedido al EC Vitória en la Serie A, donde debutó en la fecha 21 ante Bahía.

## Clubes
| Club                         | País   | Año           |
| ---------------------------- | ------ | ------------- |
| Botafogo-SP                  | Brasil | 2011-2016     |
| EC Vitória (Cedido)          | Brasil | 2013          |
| AA Ponte Preta (Cedido)      | Brasil | 2014          |
| Atlético Paranaense (Cedido) | Brasil | 2015          |
| Atlético Goianiense          | Brasil | 2017          |
| Oeste FC                     | Brasil | 2017-2018     |
| Mirassol FC                  | Brasil | 2018-2021     |
| CRB (Cedido)                 | Brasil | 2019          |
| América Mineiro (Cedido)     | Brasil | 2020          |
| Botafogo (cedido)            | Brasil | 2021          |
| Botafogo                     | Brasil | 2022-2024     |
| América Mineiro (cedido)     | Brasil | 2023-2024     |
| Mirassol Futebol Clube       | Brasil | 2025-presente |

## Palmarés

### Títulos nacionales
| Título  | Club        | País   | Año  |
| ------- | ----------- | ------ | ---- |
| Serie D | Botafogo-SP | Brasil | 2015 |
| Serie B | Botafogo    | Brasil | 2021 |